# Јован Михаљица
Јован Михаљица (рођен 14. новембра 1973) је српски певач народне музике.

## Биографија
Већ са шеснаест година осваја прву награду за први глас СТБ.
Са седамнаест година осваја трећу награду на фестивалу МЕСАМ (фолк), а већ 1992. године, као откриће хит мејкера Добривоја Доце Иванковића, побеђује на фестивалу Шумадијски сабор са преко 90% гласова публике.
Са осамнаест година снима песму Прођох Босном кроз градове за архив Радио Београда и тако постаје један од најмлађих у историји којима је то пошло за руком.
2009. године почиње сарадњу са Владом Пановићем, што је и најквалитетнији певачки период у његовој певачкој каријери.
Снимио је четири албума са новокомпонованим песмама, али севдалинка и шумадијска песма постају његово опредељење. Певачки узор му је Сафет Исовић, чији је начин интерпретације оставио неизбрисив траг у народној музици.
Јован је заволео севдах, не само као градску љубавну песму, него и као начин живота. Певач је за велике залогаје и један од највећих севдалија 21. века. У окружењу неукуса, успео је да сачува свој аристократски укус и мирноћу..

## Фестивали
- 1992. Шумадијски сабор - Лепа сејо, прва награда публике
- 1993. МЕСАМ - Теби мајко, теби оче, трећа награда публике
- 1996. Фестивал народне музике, Сватовац - Сунце би се стидело
- 2013. Лира, Београд - Иди ако желиш
- 2015. Лира, Београд - Идила
- 2018. Илиџа - Кад празником замиришу сокаци
- 2018. Сабор народне музике Србије, Београд - Кад сретнеш Ханку, учесник обнове фестивала Београдски сабор
- 2020. Сабор народне музике Србије, Београд - Душе немам
- 2020. Фестивал севдалинке ТК, Тузла - Све су пјесме отпјеване, награда за најбољи текст, награда за интерпретацију Сафет Исовић и победничка песма
- 2022. Сабор народне музике Србије, Београд - Поведи ме, срећо моја (дует са Миленом Јанковић), награда за текст и освојено друго место на фестивалу